# Sessrumnir
Sessrumnir ist ein Begriff aus der Nordischen Mythologie und bedeutet wörtlich „Sitze-Räumer“. Vermutlich wurden damit ursprünglich Schiffe mit vielen Ruderbänken bezeichnet.
Snorri verwendet das Wort in der Gylfaginning für Freyas Halle in Folkwang. In ihr versammelt sich die Hälfte der im Kampf gefallenen Krieger. Die andere Hälfte sammelt sich um Odin in Walhall.